# Ziya Ertekin
Ziya Ertekin (Oss, 1969), vooral bekend als Blue Flamingo, is een Rotterdamse vinyl- en 78 toeren-dj, zanger, muzikant, componist, producer, arrangeur, samensteller van verzamelalbums, etnomusicoloog en modeontwerper.

## Leven en werk
Nadat hij de Hogeschool voor de Kunsten in Utrecht had afgerond, werkte Ertekin in de mode-wereld. Hij was daarnaast ook actief als zanger, muzikant en dj. Zijn geschakeerde culturele achtergrond, de interesse in zeer uiteenlopende muziekstijlen en een voorliefde voor reizen en geschiedenis bepaalden de richting van zijn ontwikkeling.
Ertekin verzamelt fanatiek vinyl- en vooral ook 78 toerenplaten. Hij bezocht diverse Afrikaanse landen, eilanden in de Caraïben, New Orleans, de Mississippi Delta en vele andere muzikale hotspots. Hij sprak er met muzikanten, bezocht archieven en bracht vooral veel oude 78 toerenplaten mee naar huis. Deze zoektocht door de geschiedenis van de muziek resulteerde in drie verzamelalbums die hij onder zijn artiestennaam Blue Flamingo samenstelde voor Excelsior Recordings: '78 r.p.m.' (2008), 'Congo Jazz' (2010) en 'A Search for C.M.S.' (2012).
Naar aanleiding van deze releases draaide Ertekin als dj o.a. op festivals als North Sea Jazz, Lowlands, Oerol, IFFR, Festival d'Ile de France (Frankrijk) Roskilde (Denemarken) en het Salzburg Jazz Festival (Oostenrijk).
Hoewel Ertekin nog steeds veel optreedt als dj, richt hij zich daarnaast vooral op zijn carrière als zanger, muzikant, componist en producer. In de aanloop naar een album met uitsluitend eigen werk verschenen er reeds drie singles bij Excelsior Recordings: 'My Kandyan Shirt' (een duet met Anneke van Giersbergen), 'Predator's Ball' en 'Boom Nama Gan' (een samenwerking met de Zambiaanse zangeres en rapster Racheal Botha).

## Discografie
- Blue Flamingo: 78 r.p.m. (2008) Excelsior, EXCEL 96143
- Blue Flamingo: Congo Jazz (2010). Excelsior, EXCEL 96202
- Blue Flamingo: A Search for CMS (2012) EXCEL 96306
- My Kandyan Shirt feat. Anneke van Giersbergen (2020, single)
- Predator's Ball (2020, single)
- Boom Nama Gan Gan feat. Racheal Botha (2020, single)
- Metropolyphonica (2022)
- Masker van glas, feat. Spinvis (2024)